# Birgit Ryan
Birgit Ryan (* 25. Februar 1976) ist eine ehemalige färöische Fußballspielerin.

## Karriere
Ryan spielte seit ihrer Jugend bei KÍ Klaksvík. Ihr Debüt gab sie 1992 am ersten Spieltag der ersten Liga im Heimspiel gegen ÍF Fuglafjørður, welches 2:2 ausging. Ryan wurde hierbei im Laufe des Spieles eingewechselt. Das erste Tor gelang ihr beim 8:0-Auswärtssieg gegen SÍ Sumba am zwölften Spieltag, wobei sie zum Endstand traf. 1996 stand Ryan erstmals im Pokalfinale, welches mit 1:3 gegen HB Tórshavn verloren wurde. Auch im darauffolgenden Jahr konnte HB Tórshavn mit einem 5:1 die Oberhand behalten, dafür gelang Ryan mit KÍ Klaksvík die erste Meisterschaft an der Seite von Spielerinnen wie Rannvá Biskopstø Andreasen, Malena Josephsen, Annelisa Justesen und Ragna Biskopstø Patawary. 1999 hieß der Gegner im Pokalfinale erneut HB Tórshavn, diesmal unterlag KÍ mit 3:4 nach Verlängerung. Nach einer einjährigen Pause absolvierte Ryan 2001 nur ein Spiel in der ersten Liga und zählte somit wieder zur Meistermannschaft. Nach drei weiteren Jahre, in denen sie keine Spiele bestritt, kehrte Ryan 2005 ein letztes Mal als Stammspielerin zurück und konnte ihre dritte Meisterschaft gewinnen. Bei den letzten beiden Titeln waren unter anderem auch Bára S. Klakstein und Randi S. Wardum dabei. Insgesamt kam Ryan auf 87 Erstligaspiele im Verein. Einsätze in der Nationalmannschaft der Färöer blieben ihr aber verwehrt.

## Erfolge
- 3× Färöischer Meister: 1997, 2001, 2005